# Paul Villard
Paul Ulrich Villard (Saint-Germain-au-Mont-d'Or, Francuska, 28. rujna 1860. – Bajona, 13. siječnja 1934.) je bio francuski kemičar i fizičar, koji je najpoznatiji po otkriću gama-čestica, dok je proučavao radioaktivno zračenje radija.

## Životopis
Paul Ulrich Villard se školovao u Parizu, u prestižnoj tehničkoj školi, gdje je kasnije nastavio raditi u kemijskom labaratoriju, sve do odlaska u mirovinu. 
Do otkrića gama-čestica došao je prilikom proučavanja radijevih soli, koje su bile spremljene u zaštićeni olovni spremnik, s malim otvorom na kojem je bila tanka pločica olova, koja je sprječavala izlazak alfa-čestica. Na osnovu skretanja u magnetskom polju, utvrdeno je da alfa-čestice imaju pozitivni električni naboj, a beta-čestice negativan električni naboj. Paul Villard je otkrio i treću vrstu radioaktivnog zračenja, za koju se utvrdilo da ima veliku prodornu moć i da ne skreće u magnetskom polju. Villard je bio skroman čovjek, tako da je naziv za novu vrstu radioaktivnog zračenja predložio Ernest Rutherford, jer je on već otkrio alfa-čestice i beta-čestice.
Za gama-čestice je utvrđeno da odgovaraju tvrdim rendgenskim zrakama. To su dokazali Rutherford i E. N. da Costa Andrade 1914., ogibom ili difrakcijom gama-čestica kroz odgovarajuću kristalnu rešetku, pomoću koje su uspjeli i odrediti i njihovu valnu duljinu. Prema dosadašnjim mjerenjima utvrđeno je da su valne duljine gama-čestica između 0,000466 nm i 0,0428 nm. Prema tome, gama-čestice odgovaraju kratkovalnom rendgenskom zračenju, ali za razliku od rendgenskog zračenja nastaju u atomskoj jezgri.